# Ту-22МР
Ту-22МР (також Ту-22М3Р, виріб 4509) — тактичний розвідник, розроблений в ОКБ ім. А. Н. Туполева на базі надзвукового бомбардувальника Ту-22М3.

## Опис
Цей ЛА призначений для комплексної видової, радіоелектронної, радіотехнічної, фотографічної, радіометричної розвідки й цілевказа ударної групи літаків. Його прототип вперше випробували в небі в грудні 1985. У серійне виробництво запущено в 1989, причому частина машин була переобладнана з серійних Ту-22М3.
Літак-розвідник конструктивно аналогічний бомбардувальнику. Основна частина розвідапаратури та обладнання знаходиться в технічному відсіку, спроектованому на місці штатного відсіку озброєння. Основу комплексу становить РЛС бокового огляду «Огляд-МР» (розроблена СКБ-1 НВО «Ленінець»).
Склад та комплектація екіпажу кількісно не змінилася.
Зовнішня відмінність розвідника — форкіль з напливом, антени на воздухозабірниках і в нижній частині фюзеляжу.